# صاروخان هونيل
صاروخان هونيل (بالتركية: Saruhan Hünel)‏ ممثل تركي من مواليد مدينة إسطنبول في 7 يناير 1970. أم صاروخان من أصل عربي بغدادي وأبوه من أصل ألباني. بدأ العمل في مجال التمثيل وهو في العشرين من عمره وشارك في العديد من الأعمال الفنية التركية منذ عام 1992. اشتهر عربيًا بدور الأسمر في مسلسل وتمضي الأيام.

## من أعماله
- المؤسس عثمان - (2019) (شخصية خيالية)
- الوردة السوداء - (2015)
- دوامة العذاب – (2012)
- البداية الجديدة – (2009)
- العصفور – (2008)
- وتمضي الأيام – (2006)
- ملك – (2002)
- المرآة النظيفة – (1997)
- Gündüzün Karanlığı – (1992)

## وصلات خارجية
- صاروخان هونيل على موقع IMDb (الإنجليزية)
- الصفحة الرسمية